# Aeroportul Bar River
Aeroportul Bar River (IATA: YEB) este un aeroport din Ontario, Canada.
Situat la o altitudine de 181 m, aeroportul dispune de o singură pistă.